# دبيجة (ثادق)
الدبيجة، هي قرية من فئة (ب) تقع في محافظة ثادق، والتابعة لمنطقة الرياض في السعودية. وتبعد الدبيجة عن محافظة ثادق بمسافة تقارب (40) كم. ولها تاريخ قديم وبعض الرؤيات